# 線型結合

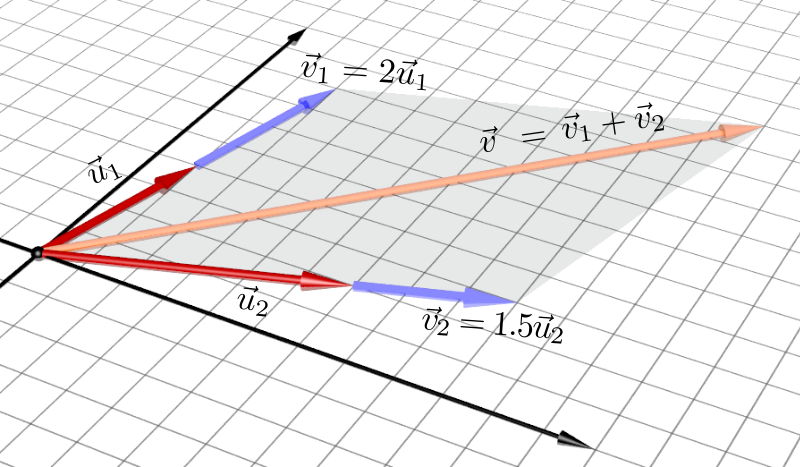
はベクトル との線形結合です。

線型結合（せんけいけつごう、英: linear combination）は、線型代数学およびその関連分野で用いられる中心的な概念の一つで、実ベクトル空間においてベクトルのスカラー倍どうしの和として表されるベクトルを線型結合と呼ぶ。一次結合あるいは線型和とも呼ぶ。
いくつかのベクトルを組み合わせると他のベクトルを作ることができる。2次元数ベクトルを例に挙げると、ベクトル {\displaystyle {\boldsymbol {v}}=(2,3)} と {\displaystyle {\boldsymbol {w}}=(1,2)} を用いて {\displaystyle 2{\boldsymbol {v}}+3{\boldsymbol {w}}} のようにすれば、{\displaystyle (7,12)} というベクトルを作ることができる。このように、いくつかのベクトルを何倍かしたものを足し合わせたものを、それらのベクトルの線型結合というのである。
なお、「線型」は線形と表記されることもあるが、本記事では「線型」で統一する。用字・表記の揺れについては、線型性の記事を参照のこと。

## 定義
有限個のベクトル {\displaystyle {\boldsymbol {v}}_{1},\ {\boldsymbol {v}}_{2},\ \cdots ,\ {\boldsymbol {v}}_{r}} とスカラー {\displaystyle k_{1},\ k_{2},\ \cdots ,\ k_{r}} に対して
{\displaystyle k_{1}{\boldsymbol {v}}_{1}+k_{2}{\boldsymbol {v}}_{2}+\cdots +k_{r}{\boldsymbol {v}}_{r}}
を、ベクトル {\displaystyle {\boldsymbol {v}}_{1},\ {\boldsymbol {v}}_{2},\ \cdots ,\ {\boldsymbol {v}}_{r}} の（{\displaystyle k_{1},\ k_{2},\ \cdots ,\ k_{r}} を係数とする）線型結合という。ベクトル {\displaystyle {\boldsymbol {v}}_{1},\ {\boldsymbol {v}}_{2},\ \cdots ,\ {\boldsymbol {v}}_{r}} を変数と見たときの斉一次式であるので一次結合とも呼ぶ。
係数は 0 や負でもよいので、{\displaystyle {\boldsymbol {v}}_{1}-{\boldsymbol {v}}_{2}} なども線型結合である。

## 独立・従属
n 個のベクトル v1, ..., vn に対して、その線型結合でベクトルを表すとき、各ベクトルがただ一通りの表示を持つならば線型独立、少なくとも 2 通りの表示が可能であるならば線型従属という。言い換えると、ベクトル v1, ..., vn が自明でないどんな一次関係式も満足しないとき、すなわち 
{\displaystyle \sum _{i=1}^{n}k_{i}v_{i}=0}
が満たされるのが、全ての係数 ki (i = 1, 2, ..., n) が 0 の場合のみに限られるとき線型独立といい、そうでないとき線型従属であるということができる。あるいは同じことだが、与えられた幾つかのベクトルが、互いに他のベクトルの線型結合では表せないとき、これらは線型独立であるといい、線型独立でないことを線型従属という。

## 生成
体 K 上のベクトル空間 V と、その有限部分集合 S = {v1, v2, ..., vr} に対し、V の部分集合で S を含む最小の部分線型空間となるものを span(S) あるいは <S> と表すことにすると、それは S の元からなる一次結合の全体と一致する：
{\displaystyle \operatorname {span} (S)=\langle S\rangle :=\{k_{1}v_{1}+k_{2}v_{2}+\cdots +k_{r}v_{r}\mid k_{i}\in K,\,v_{j}\in S\}}
これをベクトル v1, v2, ..., vr によって張られる部分空間あるいは S が K 上で生成する部分空間といい、S をこの部分空間の生成系という。係数を明示して SpanK(S) とか <S>K のように記すこともある。また、S が無限個のベクトルからなる V の部分集合であるとき、S の生成する部分空間とは
{\displaystyle \operatorname {span} (S):=\{k_{1}v_{1}+k_{2}v_{2}+\cdots +k_{r}v_{r}\mid k_{i}\in K,\,v_{j}\in S,\,\exists r\in \mathbb {N} \},}
すなわち、S の有限個のベクトルの線型結合として表されるベクトル全体の成す V の部分集合となる。
V = span(S) となる部分集合 S のうち極小なものを V の基底という。基底の濃度は常に一定であり、基底の濃度としてベクトル空間の次元が定義される。たとえば、S = {v1, v2, ..., vr} が線型独立なベクトルからなるならば、S はそれによって張られるベクトル空間 span(S) の基底をなし、span(S) の次元は r となる。

## 特別な種類の線型結合
線型結合において取り得る係数に制限を加えることにより、アフィン結合、錐結合、凸結合などといった関連概念と、それに付随してそれらの操作で閉じている集合という概念を定義することができる。
| 種類         | 制約条件             | 閉じる空間       | 典型例         |
| ------------ | -------------------- | ---------------- | -------------- |
| 線型結合     | 制限なし             | 線型部分空間     | Rn             |
| アフィン結合 | ∑ ai = 1             | アフィン部分空間 | アフィン超平面 |
| 錐結合       | ai ≥ 0               | 凸錐             | 四分儀/八分儀  |
| 凸結合       | ai ≥ 0 かつ ∑ ai = 1 | 凸集合           | 単体           |

これらの演算は「制限」が追加されているので、それらの演算で閉じているアフィン部分集合、凸錐、凸集合はいずれも線型部分空間を「一般化」するものになっている。つまり、線型部分空間は必ずアフィン部分空間であり凸錐であり凸集合となるが、例えば凸集合は必ずしも線型部分空間やアフィン部分空間や凸錐にはならない。
これらの概念は、特定の種類の対象の線型結合を考えるとき、必ずしもすべてが意味を持つわけではない。例えば確率分布は凸結合について閉じている（したがってそれらの全体は凸集合を成す）が錐結合やアフィン結合（あるいは線型結合）について閉じていない。正値測度は錐結合について閉じているがアフィン結合や線型結合について閉じていない（線型結合で閉じるように符号付き測度を定義することができる）。
線型結合やアフィン結合は任意の体（または環）上で定義できるが、錐結合と凸結合には「正値」の概念が入っているので順序体（または順序環）上でなければ定義できない（ふつうは実数体を考える）。
加法については忘れてスカラー乗法しか考えないならば、（必ずしも凸でない）錐が得られる。しばしば正のスカラー倍のみを許すように定義を制限することもある。
これらの概念は、それぞれ独立に公理化されたものと考えるよりは、ふつう何らかの全体空間としてのベクトル空間の部分集合として定義される（アフィンの場合はさらに「ベクトル空間から原点を忘れる」必要がある）。

## 一般化
環上の加群についても、スカラー倍と和からなる式を考えて一次結合という。二つの環 A, B に対してアーベル群 M が (A, B)-両側加群であるなら、M の元 x1, x2, ..., xn の一次結合は
{\displaystyle a_{1}x_{1}b_{1}+a_{2}x_{2}b_{2}+\cdots +a_{n}x_{n}b_{n}}
(ai ∈ A, bj ∈ B) という形に書く事ができる。
V が位相線型空間で V の無限個の元からなる部分集合 S を考えるとき、その無限項の "線型結合"
{\displaystyle c_{1}v_{1}+c_{2}v_{2}+\cdots }
(ci ∈ K, vi ∈ S, i = 1, 2, ...) のうち V の位相に関して収束するものの全体を考えると、それは S および span(S) を含む最小の閉部分空間となる。